# Jim Broadbent
James (Jim) Broadbent (Lincoln, 24 mei 1949) is een Britse acteur. Hij speelde diverse tv- en filmrollen.

## Biografie
Broadbent begon na de toneelschool als acteur aan de Royal National Theatre en de Royal Shakespeare Company. Broadbent sloot zijn toneelstudie af aan de London Academy of Music and Dramatic Art (LAMDA).
Broadbent kreeg in 2001 een Oscar voor de beste bijrol in de film Iris. Hij speelde de echtgenoot van Iris Murdoch, gespeeld door Judi Dench. Voor zijn werk in Longford (2006) kreeg hij de prijzen British Academy Television Award for Best Actor en Golden Globe Award for Best Actor – Miniseries or Television Film. In 2009 speelde Broadbent in de verfilming van het zesde Harry Potter-boek, Harry Potter en de Halfbloed Prins en in 2011 in de laatste film, Harry Potter en de Relieken van de Dood deel 2, als professor Hildebrand Slakhoorn.

## Filmografie
| Jaar | Film                                                           | Rol                                   | Notities                                      |
| ---- | -------------------------------------------------------------- | ------------------------------------- | --------------------------------------------- |
| 1978 | The Shout                                                      | Fielder in cowpat                     |                                               |
| 1978 | The Life Story of Baal                                         | Woodcutter                            |                                               |
| 1980 | Phoelix                                                        |                                       |                                               |
| 1980 | Breaking Glass                                                 | Station Porter                        |                                               |
| 1980 | The Dogs of War                                                | Film Crew                             |                                               |
| 1981 | Time Bandits                                                   | Compere                               |                                               |
| 1982 | Birth of a Nation                                              | Geoff Fig                             |                                               |
|      | Walter                                                         | Joseph - Orderly                      | tv-rol                                        |
| 1983 | Walter and June                                                | Orderly                               | tv-rol                                        |
| 1984 | The Man Who Shot Christmas                                     | Nick / Father Christmas               |                                               |
| 1984 | Messiah                                                        | Wallace                               | tv-rol                                        |
| 1984 | The Hilt                                                       | Barrister                             |                                               |
| 1985 | Brazil                                                         | Dr. Jaffe                             |                                               |
| 1985 | The Good Father                                                | Roger Miles                           |                                               |
| 1985 | Happy Families                                                 | Dalcroix                              | tv-rol                                        |
| 1985 | Silas Marner: The Weaver of Raveloe                            | Jem Rodney                            | tv-rol                                        |
| 1986 | The Insurance Man                                              | Gutling                               | tv-rol                                        |
| 1987 | Superman IV: The Quest for Peace                               | Jean Pierre Dubois                    |                                               |
| 1988 | Vroom                                                          | Donald                                |                                               |
|      | Blackadder's Christmas Carol                                   | Prince Albert                         | tv-rol                                        |
| 1989 | Revolution!!                                                   | Wallace                               | tv-rol                                        |
|      | Erik the Viking                                                | Ernest the Viking                     |                                               |
| 1991 | Work!                                                          | Steven Parrish                        | tv-rol                                        |
|      | Life Is Sweet                                                  | Andy                                  |                                               |
| 1992 | Enchanted April                                                | Frederick Arbuthnot                   |                                               |
| 1992 | The Crying Game                                                | Col                                   |                                               |
| 1992 | A Sense of History                                             | 23rd Earl of Leete                    | tv-rol                                        |
| 1993 | Wide-Eyed and Legless                                          | Deric Longden                         | tv-rol                                        |
| 1993 | Prince Cinders                                                 | Ugly Brother (stem)                   |                                               |
| 1994 | Windows' Peak                                                  | Con Clancy, Kilshannon Dentist        |                                               |
| 1994 | Princess Caraboo                                               | Mr. Worrall                           |                                               |
| 1994 | Bullets Over Broadway                                          | Warner Purcell                        |                                               |
| 1995 | The Last Englishman                                            | Col. Alfred D. Wintle                 | tv-rol                                        |
| 1995 | Richard III                                                    | Duke of Buckingham                    |                                               |
| 1995 | Rough Magic                                                    | Doc Ansell                            |                                               |
| 1996 | The Secret Agent                                               | Chief Inspector Heat                  |                                               |
| 1997 | Smilla's Sense of Snow                                         | Dr. Lagermann                         |                                               |
| 1997 | The Borrowers                                                  | Pod Clock                             |                                               |
| 1998 | The Avengers                                                   | Mother                                |                                               |
| 1998 | Little Voice                                                   | Mr. Boo                               |                                               |
| 1999 | Topsy-Turvy                                                    | W.S. Gilbert                          |                                               |
| 2000 | Percy the Park Keeper                                          | Percy                                 | tv-rol                                        |
| 2001 | Bridget Jones's Diary                                          | Mr. Jones, Bridgets vader             |                                               |
| 2001 | Moulin Rouge!                                                  | Harold Zidler                         |                                               |
| 2001 | Iris                                                           | John Bayley                           | Academy Award voor Beste Acteur in een bijrol |
| 2002 | The Gathering Storm                                            | Desmond Morton                        | tv-rol                                        |
| 2002 | The King's Beard                                               | The Wizard (stem)                     |                                               |
| 2002 | Gangs of New York                                              | Boss Tweed                            |                                               |
| 2002 | Nicholas Nickleby                                              | Mr. Wackford Sqeers                   |                                               |
| 2003 | Anna Spud                                                      | Dad                                   |                                               |
|      | Bright Young Things                                            | Drunk Major                           |                                               |
|      | And Starring Pancho Villa as Himself                           | Harry Aitken                          | tv-rol                                        |
|      | The Young Visitors                                             | Alfred Salteena                       | tv-rol                                        |
| 2004 | Tooth                                                          | The Rabbit (stem)                     |                                               |
| 2004 | Around the World in 80 Days                                    | Lord Kelvin                           |                                               |
| 2004 | Pride                                                          | Eddie (als stemacteur)                | TV role                                       |
| 2004 | Vanity Fair                                                    | Mr. Osborne                           |                                               |
| 2004 | Vera Drake                                                     | Judge                                 |                                               |
| 2004 | Bridget Jones: The Edge of Reason                              | Mr. Jones, Bridgets vader             |                                               |
| 2005 | The Magic Roundabout                                           | Brian (stem; Engelse vertaling)       |                                               |
| 2005 | Robots                                                         | Madame Gasket (als stemacteur)        |                                               |
| 2005 | Spider-Plant Man                                               | Batman                                | tv-rol                                        |
| 2005 | Valiant                                                        | Sergeant (stem)                       |                                               |
| 2005 | The Chronicles Of Narnia: The Lion, the Witch and the Wardrobe | Professor Digory Kirke                |                                               |
| 2006 | Art School Confidential                                        | Jimmy                                 |                                               |
| 2006 | Free Jimmy                                                     | Stromowskij (stem; Engelse vertaling) |                                               |
| 2006 | Longford                                                       | Lord Longford                         |                                               |
| 2007 | Hot Fuzz                                                       | Inspector Frank Butterman             |                                               |
| 2007 | And When Did You Last See Your Father?                         | Arthur Morrison                       |                                               |
| 2008 | Tales of the Riverbank                                         | G.P. (stem)                           |                                               |
| 2008 | Indiana Jones and the Kingdom of the Crystal Skull             | Dean Charles Stanforth                |                                               |
| 2008 | Einstein and Eddington                                         | Sir Oliver Lodge                      | tv-rol                                        |
| 2008 | Inkheart                                                       | Fenoglio                              |                                               |
| 2009 | The Young Victoria                                             | King William                          |                                               |
| 2009 | The Damned United                                              | Sam Longson                           |                                               |
| 2009 | Harry Potter and the Half-Blood Prince                         | Hildebrand Slakhoorn                  |                                               |
| 2009 | Perrier's Bounty                                               | Jim McCrea                            |                                               |
| 2010 | Another Year                                                   | Tom                                   |                                               |
| 2011 | Harry Potter and the Deathly Hallows part II                   | Hildebrand Slakhoorn                  |                                               |
| 2011 | The Iron Lady                                                  | Denis Thatcher                        |                                               |
| 2012 | Cloud Atlas                                                    |                                       |                                               |
| 2013 | Filth                                                          | Dr. Rossi                             |                                               |
| 2013 | A Weekend in Paris                                             | Nick Burrows                          |                                               |
| 2014 | Paddington                                                     | Mr. Gruber                            |                                               |
| 2014 | Get Santa                                                      | Santa Claus                           |                                               |
| 2015 | Brooklyn                                                       | Father Flood                          |                                               |
| 2015 | The Lady in the Van                                            |                                       |                                               |
| 2015 | London Spy                                                     | Scottie                               | tv-rol                                        |
| 2016 | Bridget Jones's Baby                                           | Bridgets vader                        |                                               |
| 2017 | The Sense of an Ending                                         | Tony Webster                          |                                               |
| 2017 | Game of Thrones                                                | Archmaester Ebrose                    |                                               |
| 2017 | Paddington 2                                                   | Mr. Gruber                            |                                               |
| 2020 | Dolittle                                                       | Lord Thomas Badgley                   |                                               |
| 2021 | The Duke                                                       | Kempton Bunton                        |                                               |
| 2023 | The Unlikely Pilgrimage of Harold Fry                          | Harold Fry                            |                                               |
| 2024 | Paddington in Peru                                             | Mr. Gruber                            |                                               |
| 2025 | Bridget Jones: Mad about the Boy                               | Bridgets vader                        |                                               |